# 大越俊夫
大越 俊夫（おおごし としお、1943年 - ）は元株式会社オーアイシー代表取締役。現ダルボイ・アカデミー塾長、パピリオ・イングリッシュアカデミー学院長。

## 略歴
広島県尾道市生まれ。1973年、関西学院大学大学院米文学研究科博士課程修了。同大学院在籍中に帝塚山短期大学専任講師を務める。ブリティッシュコロンビア大学留学を経て、1975年、神戸市御影に、不登校・高校中退生のための私塾リバースアカデミー師友塾を設立。塾長として「命に火をつける教育」を理念として掲げ、師友塾創設以降45年以上もの間、7000人を超える若者と向き合う。2015年からは、教え子たちがその意志を受け継ぎ設立した「Dull Boi Academy」の塾長に就任。
1980年カリフォルニアルーセラン大学英文科准教授。1981年-1984年同大学学長補佐。大学の協力を得てレジデンシャル・プログラム(留学部門)を創設し、日本からの留学生の育成にも力を注ぐ。その経験を踏まえ、2015年、東京にパピリオ・イングリッシュアカデミー(PEA)を開校し学院長を務める。月刊誌「パーセー」主宰。著書は多数にのぼる。
『子どもが学校に行かなくなったら赤飯をたきなさい！』『6000人を一瞬で変えたひと言①②』(ともにサンマーク出版)、『悲しむ力』『子どもの脳幹が危ない！ スマホ・コロナに負けない釣りの脳活効果』(ともに幻冬舎)ほか著書多数。